# Test de inteligencia emocional Mayer‐Salovey‐Caruso
El test de inteligencia emocional Mayer‐Salovey‐Caruso (TIEMSC) es una medida de la inteligencia emocional basada en capacidades. El test fue elaborado por los académicos John D. Mayer, Peter Salovey y David R. Caruso en la Universidad Yale y la Universidad de Nuevo Hampshire en colaboración con Multi‐Health Systems Inc. El test mide la inteligencia emocional mediante una serie de preguntas y pone a prueba la capacidad del participante para percibir, utilizar, comprender y regular las emociones. Mediante preguntas basadas en situaciones cotidianas, el TIEMSC mide la capacidad de las personas para responder a tareas sociales, leer expresiones faciales y resolver problemas emocionales. El TIEMSC se utiliza en entornos corporativos, educativos, de investigación y terapéuticos.

## Estructura del test
El TIEMSC mide cuatro aspectos de la inteligencia emocional:
| Capacidad                                                                                        | Tipos de preguntas | Cómo puede utilizarse la capacidad                                                                                     | Sección del test       | Sección del test       | Sección del test |
| ------------------------------------------------------------------------------------------------ | --- | --- | ---------------------- | ---------------------- | ---------------- |
| Identificar con precisión las emociones de las personas y las provocadas por objetos en imágenes | Identificar y leer las emociones en las personas, los paisajes y los diseños                                                                  | «Leer» el estado de ánimo de las personas para obtener información                                                     | Caras                  | Percepción emocional   | Experiencial     |
| Identificar con precisión las emociones de las personas y las provocadas por objetos en imágenes | Identificar y leer las emociones en las personas, los paisajes y los diseños                                                                  | «Leer» el estado de ánimo de las personas para obtener información                                                     | Imágenes/dibujos       | Percepción emocional   | Experiencial     |
| Utilizar las emociones para resolver problemas                                                   | Comparar y relaciona emociones con sensaciones como el color, la luz y la temperatura; ¿cómo influyen los estados de ánimo en el pensamiento? | Crear el sentimiento adecuado para ayudar en la resolución de problemas, comunicar una visión y dirigir a las personas | Facilitación           | Facilitación emocional | Experiencial     |
| Utilizar las emociones para resolver problemas                                                   | Comparar y relaciona emociones con sensaciones como el color, la luz y la temperatura; ¿cómo influyen los estados de ánimo en el pensamiento? | Crear el sentimiento adecuado para ayudar en la resolución de problemas, comunicar una visión y dirigir a las personas | Sensaciones            | Facilitación emocional | Experiencial     |
| Comprender las causas de las emociones                                                           | Preguntas de opción múltiple sobre el vocabulario de las emociones (con un escenario presentado)                                              | Ser capaz de predecir cómo reaccionará emocionalmente la gente                                                         | Cambios                | Comprensión emocional  | Estratégico      |
| Comprender las causas de las emociones                                                           | Preguntas de opción múltiple sobre el vocabulario de las emociones (con un escenario presentado)                                              | Ser capaz de predecir cómo reaccionará emocionalmente la gente                                                         | Mezclas                | Comprensión emocional  | Estratégico      |
| Estar abierto a las emociones y fusionar las emociones con el pensamiento                        | Responder qué estrategia emocional sería la mejor tanto en las relaciones sociales como en la gestión de uno mismo                            | Integrar la emoción y el pensamiento para tomar decisiones eficaces                                                    | Manejo emocional       | Manejoemocional        | Estratégico      |
| Estar abierto a las emociones y fusionar las emociones con el pensamiento                        | Responder qué estrategia emocional sería la mejor tanto en las relaciones sociales como en la gestión de uno mismo                            | Integrar la emoción y el pensamiento para tomar decisiones eficaces                                                    | Relaciones emocionales | Manejoemocional        | Estratégico      |